# Какуметса
Ка́куметса (ест. Kakumetsa küla) — село в Естонії, у волості Луунья повіту Тартумаа.

## Населення
Чисельність населення на 31 грудня 2011 року становила 202 особи.

## Географія
Через населений пункт проходять автошляхи 45 (Тарту — Ряпіна — Вярска) та 22251 (Пиввату — Луунья).